# 道奇帕克 (馬里蘭州)
道奇帕克（英語：Dodge Park）是位於美國馬里蘭州佐治王子縣的一個非建制地區。

## 地理
道奇帕克所處的海拔為高於海平面43米（即141英呎），而該地所採用的時區為UTC-5，即北美东部時區（EST）。同時該地設有夏令時間，為UTC-5調快一小時，即UTC-4（EDT）。